# Mistrzostwa Świata w Zapasach 1921
Mistrzostwa Świata w Zapasach 1921 odbyły się w Helsinkach.

## Styl klasyczny
| Konkurencja: | Złoto           | Srebro              | Brąz              |
| ------------ | --------------- | ------------------- | ----------------- |
| -58 kg       | Väinö Ikonen    | Kaarlo Mäkinen      | Risto Mustonen    |
| -62 kg       | Kalle Anttila   | Aleksanteri Toivola | Erik Malmberg     |
| -67,5 kg     | Oskari Friman   | Rafael Rone         | Juho Ikävalko     |
| -75 kg       | Taavi Tamminen  | Volmar Wikström     | Edvard Vesterlund |
| -82,5 kg     | Edil Rosenqvist | Rudolf Svensson     | Jan Muijs         |
| +82,5 kg     | Jussi Salila    | Martti Nieminen     | Emil Larsen       |

## Tabela medalowa
| Lp. | Państwo   | Złoto | Srebro | Brąz |
| --- | --------- | ----- | ------ | ---- |
| 1.  | Finlandia | 6     | 4      | 4    |
| 2.  | Szwecja   | 0     | 1      | 0    |
| 3.  | Łotwa     | 0     | 1      | 0    |
| 4.  | Holandia  | 0     | 0      | 1    |
| 5.  | Dania     | 0     | 0      | 1    |